# Emma Louisa Turner
Emma Louisa Turner o E L Turner, FLS, FZS, HMBOU (9 de junio de 1867 - 13 de agosto de 1940) fue una ornitóloga inglesa y pionera en la fotografía de aves. Debido a responsabilidades familiares, no se dedicó a la fotografía hasta los 34 años, después de conocer al fotógrafo de vida salvaje Richard Kearton. Se incorporó a la Real Sociedad Fotográfica (RPS) en 1901, y en 1904 había comenzado a dar charlas ilustradas con sus propias diapositivas fotográficas; en 1908, cuando tenía 41 años, se estableció como profesora profesional.
Turner pasó parte de cada año en Norfolk, y su imagen de 1911 de un avetoro anidado en Norfolk fue la primera evidencia del regreso de la especie al Reino Unido como ave reproductora después de su extinción local a fines del siglo XIX. También viajó mucho por el Reino Unido y el extranjero fotografiando aves.
Escribió ocho libros y muchos artículos de revistas especializadas y de interés general, y su imagen de un somormujo lavanco (Podiceps cristatus) la llevó a recibir la Medalla de Oro de la RPS. Fue una de las primeras mujeres en ser elegida miembro de la Sociedad Linneana de Londres y la primera mujer miembro honoraria de la Unión Británica de Ornitólogos. Aunque no se graduó, también fue miembro honorario de la Federación Británica de Mujeres Universitarias. Perdió la vista dos años antes de su muerte.

## Infancia
Emma Louisa Turner nació el 9 de junio de 1867 en Langton Green, Royal Tunbridge Wells, Kent. Sus padres fueron Emma Overy y John Turner.  Ella fue su cuarta y última hija, después de una hermana, Mary, y los hermanos John y Frank. Su padre era tendero y pañero con tres empleados a cargo. La familia era lo suficientemente rica como para emplear una institutriz y una sirvienta, y enviar a Emma a un internado.
La madre de Turner murió en 1880, cuando ella tenía 13 años, y con la muerte de su hermana mayor Mary en 1891, su vida parece haber estado principalmente basada en cuidar a la familia, incluso después de que comenzó su carrera fotográfica. Esta situación continuó al menos hasta la muerte de su padre, a los 83 años, en 1913. Ella pudo haber ayudado a cuidar a los hijos de su hermano Frank entre la muerte de su primera esposa, Annie, en 1895, y su nuevo matrimonio llevado a cabo cinco años después.

## Hickling Broad

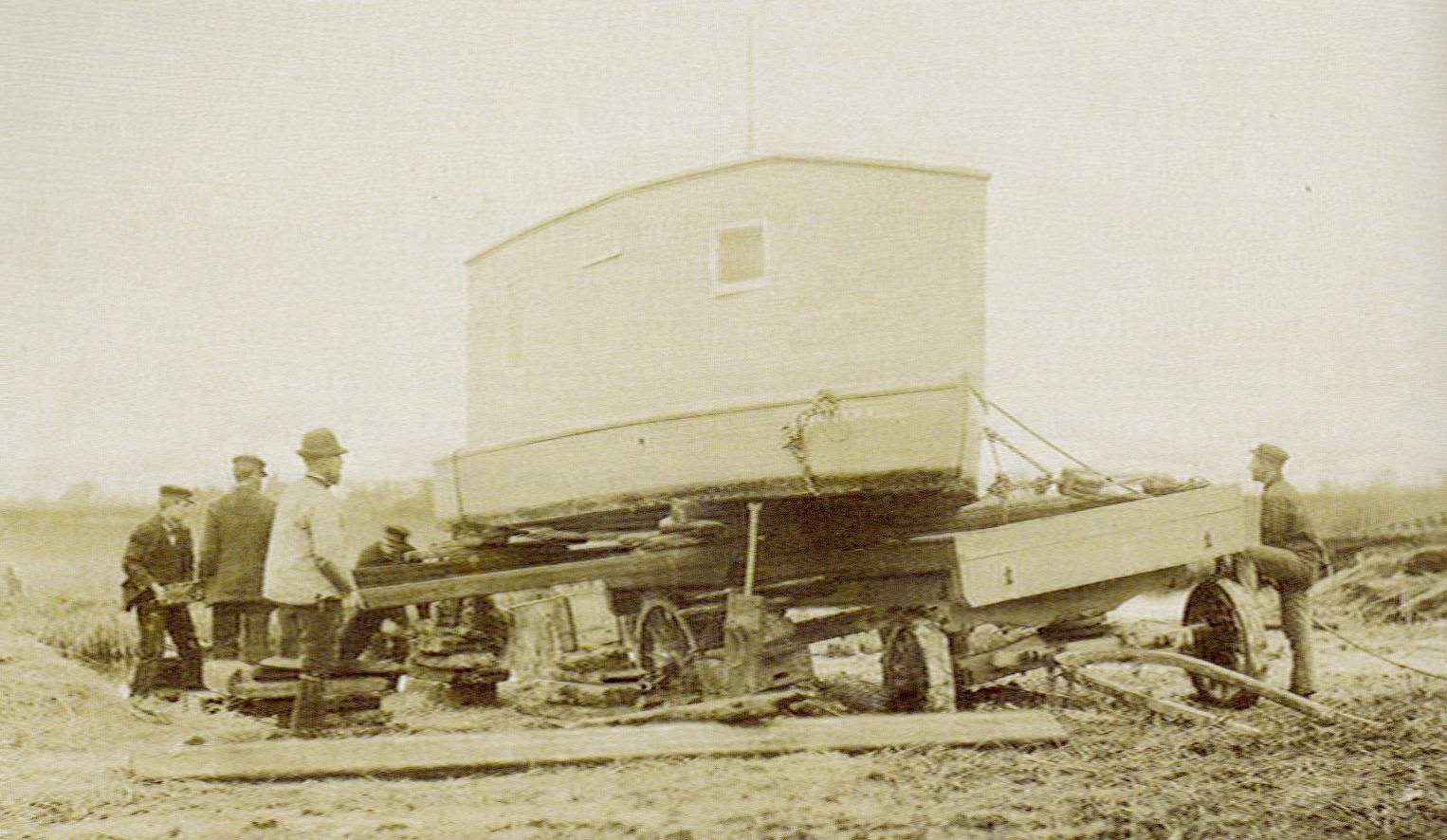
Casa flotante de Turner en tránsito, marzo de 1905

Turner se dedicó a la fotografía después de conocer al fotógrafo pionero de la vida salvaje Richard Kearton en 1900, se unió a la Royal Photographic Society en 1901, y en 1904 había comenzado a dar conferencias públicas ilustradas usando linterna mágica con sus propias fotografías. En 1908 se estableció como conferenciante profesional, produciendo su propio material publicitario, y en el censo de 1911 declaró su ocupación como «conferenciante de ornitología». Por lo general, fotografiaba de cerca a su sujeto utilizando un equipo de cámara de placa seca.
Visitó por primera vez los Norfolk Broads en 1901 o 1902. Sus primeros contactos incluyeron al guardabosques Alfred Nudd, quien la llevaría a lugares fotográficos, y su pariente Cubit Nudd, quien se convirtió en su ayudante general en el lugar. Otro guardabosques y cazador de aves silvestres profesional, Jim Vincent, utilizó su extenso conocimiento del área para encontrar pájaros y nidos. El amigo de Turner, el reverendo Maurice Bird, quién probablemente fue presentado a Turner por Richard Kearton, mantuvo un diario de historia natural durante 50 años y, por lo tanto, también pudo compartir información con ella.
Durante un cuarto de siglo Turner vivió y trabajó parte del año, incluidos dos inviernos, en Hickling Broad en Norfolk. Se quedó principalmente en una casa flotante de su propio diseño, a la que nombró en honor al rascón europero (Rallus aquaticus), el primer pájaro que fotografió en Norfolk Broads. El bote de fondo plano fue transportado a Hickling en un carro y botado en marzo de 1905. También era propietaria de una cabaña en una pequeña isla en el sureste de Hickling Broad, que se conoció como "Isla de Turner". La cabaña se utilizaba como cuarto oscuro fotográfico y dormitorio adicional cuando los visitantes se quedaban.
Un punto culminante de su carrera, en 1911, fue encontrar y fotografiar con Jim Vincent un nido de avetoro común (Botaurus stellaris), una especie que no se había registrado como reproductora en el Reino Unido desde 1886. Sus fotografías de nidos incluían las del aguilucho cenizo (Circus pygargus) y la primera especie de combatiente reproductora conocida (Calidris pugnax) en Norfolk desde 1890. Inusualmente para la época, Whiteslea Estate, que poseía gran parte del ancho y para el que Vincent trabajó desde 1909 hasta 1944, protegió activamente a sus aves De presa. Aunque tanto el aguilucho cenizo como el entonces aún más raro aguilucho lagunero occidental (Circus aeruginosus) se criaron allí en ese momento, ninguno de ellos fue mencionado en su libro Broadland Birds..
Emma Turner fue una pionera del anillamiento de aves en el Reino Unido, y se le asignaron los primeros anillos de tamaño pequeño (números 1 a 10) emitidos por el programa británico de marcado de aves de Harry Witherby en 1909. También participó en un proyecto de anillamiento de corta duración denominado Country Life. En la práctica parece haber hecho poco, si es que hizo algo, anillando después del primer año.
Parece haber estado en general en forma, y se la describió como «bastante capaz con una batea o un bote de remos»,  pero sufrió episodios de enfermedad durante toda su vida, con un ataque notable en el verano de 1907. se desconoce su enfermedad, aunque se ha sugerido tuberculosis. Tenía perros, en particular Manchester Terriers, a los que entrenaba para tirar pájaros para poder contarlos.

## Viajes hasta 1923
Aunque Turner pasó parte del año en Norfolk todos los años desde 1901 hasta 1935, también viajó mucho a otros lugares. Desde la casa familiar en Langton Green, conduciría su carruaje a sitios en Kent y Sussex, pero también viajó mucho más lejos, incluidas varias semanas en la remota North Uist en 1913, donde vio criar falaropo picofino (Phalaropus lobatus), colimbos (gavia) y escúa ártico (Stercorarius parasiticus). Al año siguiente fue invitada de Mary Russell, duquesa de Bedford, en su casa de Meikleour, Perthshire. La duquesa también era una gran ornitóloga, y las dos mujeres se conocían desde hacía varios años. Cuando la duquesa navegó a Fair Isle en el ferry The Sapphire, dejó a Turner en Stromness, Orkney en el camino. En Orkney, Turner intentó fotografiar aves marinas en reproducción, hizo un viaje de un día a Hoy y, a través de un encuentro casual, se encontró como invitada en el castillo de Balfour en Shapinsay. Su anfitrión, el coronel David Balfour, la llevó de regreso a Orkney para tomar el ferry a Inverness, desde donde fue a Aviemore para buscar herrerillos capuchino  (Lophophanes cristatus).
Fue al castillo de Lindisfarne ubicado en la isla homónima en otoño como invitada de Edwin Hudson, propietario de la revista Country Life, y permaneció allí durante el invierno de 1914-15 hasta mayo. La isla es un punto de acceso para la migración de aves, y las rarezas que vio allí incluyeron un gran alcaudón gris (Lanius excubitor) y un tordo blanco (Zoothera aurea). También hizo varios viajes en barco a las Islas Farne, a 9,7 kilómetros (6,0 millas) de distancia.
Probablemente a principios de 1913, Turner compró una casa en Girton, su hogar permanente durante la próxima década. Faltan sus diarios de 1916 y principios de 1917, pero parece que desde mediados de la Primera Guerra Mundial trabajaba como cocinera para un hospital del Destacamento de Ayuda Voluntaria (VAD) cerca de Cranbrook, no lejos de Langton Green.
El primer viaje de Turner al extranjero se produjo a principios del verano de 1920, cuando fue a la isla de Texel en los Países Bajos. Exploró la isla en bicicleta, siendo sus principales especies objetivo las que ya no se reproducen con regularidad en el Reino Unido, como el gaviotín negro  (Chlidonias niger), el combatiente (Calidris pugnax), la aguja colinegra (Limosa limosa) y la avoceta común (Recurvirostra avosetta). Le llamó especialmente la atención la gran cantidad de ruiseñores comunes (Luscinia megarhynchos). En un viaje a Italia a finales de 1922 en el que visitó sus principales centros culturales parecía en gran parte comprometida con el arte y la arquitectura, siendo un comentario ornitológico poco común en su diario el avistamiento de un roquero solitario (Monticola solitarius).

## Scot Head
El National Trust había comprado Scolt Head Island en Norfolk en 1923 para sus gaviotas (laridae) y otras aves reproductoras, pero estaba preocupada por el daño causado a las colonias de anidación por los recolectores de huevos y, sin darse cuenta, por los visitantes que caminan alrededor de las 490 hectáreas (1,200 acres ) isla. Para entonces Turner se estableció como fotógrafa, experta en aves y autora. La Sociedad de Naturalistas de Norfolk y Norwich (NNNS) propuso nombrar un «vigilante» (alcaide) para supervisar la reserva, y cuando se le dijo a Turner que estaban procurando encontrar a alguien adecuado, se ofreció como voluntaria, convirtiéndose así en la primera vigilante residente para la isla.
Turner, de 57 años, se encontró viviendo en la reserva en una cabaña básica durante la temporada de reproducción, sin suministro de electricidad y dependiendo principalmente de la lluvia para obtener agua dulce. Una vez protegidas, las aves prosperaron, el número de parejas reproductoras de charranes comunes (Sterna hirundo) y charranes patinegros(Thalasseus sandvicensis) aumentó de 17 a 800 y de 59 a 640 respectivamente en 1925, su último año. Además de estudiar las aves marinas reproductoras, pudo monitorear las aves migratorias y encontró una cigüeña negra poco común (Ciconia nigra). Escribió un libro, Birdwatching on Scolt Head, sobre sus experiencias en la isla. La prensa la describía con frecuencia como la mujer más solitaria de Inglaterra, pero señaló que nunca se sentía sola y que a menudo recibía visitas.

## Reconocimientos
Turner recibió la Medalla de Oro de 1905 de la Royal Photographic Society por su fotografía de un somormujo lavanco  (Podiceps cristatus). Jim Vincent también recibió una medalla de oro por su participación en la obtención de su imagen de avetoro (Botaurinae), en su caso de la Royal Society for the Protection of Birds (RSPB).
Fue elegida como una de las primeras 15 mujeres becarias de la Linnean Society en diciembre de 1904.  Luego, a los 38 años, fue una de las mujeres más jóvenes admitidas en esa sociedad.
Emma Turner fue una de las primeras cuatro mujeres miembros honorarias de la Unión de Ornitólogos Británicos (BOU) admitida en 1909, y fue la única mujer, junto con 10 hombres, involucrada en la apelación de 1933 que condujo a la fundación de la British Trust for Ornithology (BTO), una organización para el estudio de las aves en las islas británicas. Su participación en la apelación de la BTO fue lo suficientemente inusual como para que el Daily Telegraph del 7 de julio de 1933 la incluyera inadvertidamente como Sr. E L Turner. Fue presidenta de la Sociedad de Naturalistas de Norfolk & Norwich de 1921 a 1922.
Fue vicepresidenta de la RSPB,  aunque luego se peleó con la organización luego de lo que consideró una revisión injusta y despectiva de su libro de 1935, Every Garden a Bird Sanctuary. El revisor, en la edición de invierno de 1935 de la RSPB de Bird Notes and News había dicho que «mostraba signos de prisa y materia extraña reunida para llenar las vacantes ...».  Fue nombrada miembro honoraria de la Federación Británica de Mujeres Universitarias, a pesar de no ser graduada.

## Últimos años
Turner perdió la vista dos años antes de su muerte el 13 de agosto de 1940 y una operación para extirpar sus cataratas no tuvo éxito. La cirugía fallida y el advenimiento de la fotografía en color, que creía que llevaría al olvido del trabajo de su vida, significaron que sus últimos años no fueron felices.
En su testamento, solicitó que la incineraran. Dejó sus materiales fotográficos a la BTO, y los derechos de autor de su libro y £ 50 fueron legados a su sobrino, Geoffrey Cater Turner. Sus botes, muebles y la mayoría de las demás posesiones personales se dejaron a su sobrina, Enid Mary Fowler. Enid Fowler y Geoffrey Turner se encargarían de deshacerse de los residuos de su patrimonio. También canceló póstumamente las 900 libras esterlinas que le debía a su hermano Frank. Su patrimonio fue valorado en sucesión en £ 3031.

## Legado
Turner fue pionera en su trabajo fotográfico en términos de su preparación, logros y estética, y recibió elogios de fotógrafos profesionales como William Plane Pycraft, quien escribió sobre Turner y Mr H B Macpherson como::

... combinando poderes excepcionales de observación y el hábil uso de la cámara. Esta combinación en un grado tan alto de perfección es rara y requiere un tercer elemento para lograr el éxito, es decir, resistencia en condiciones extremadamente difíciles.

También fue respetada por su escritura, que atrajo elogios de los periódicos nacionales, incluidos The Daily Telegraph, Manchester Guardian y The Observer. The Observer, que realizó una crítica sobre Bird Watching on Scolt Head elogió el libro por el conocimiento y el compromiso del autor, y dijo sobre la calidad de la escritura: «Es tan buena como cualquier cosa en el viaje del Beagle». Su libro Broadland Birds publicado en 1924, formó la base de un programa de radio sobre su vida, Emma Turner; a life in the reeds, emitida por la BBC en 2012, producida por Sarah Blunt y con grabaciones de sonido de Chris Watson.

## Publicaciones

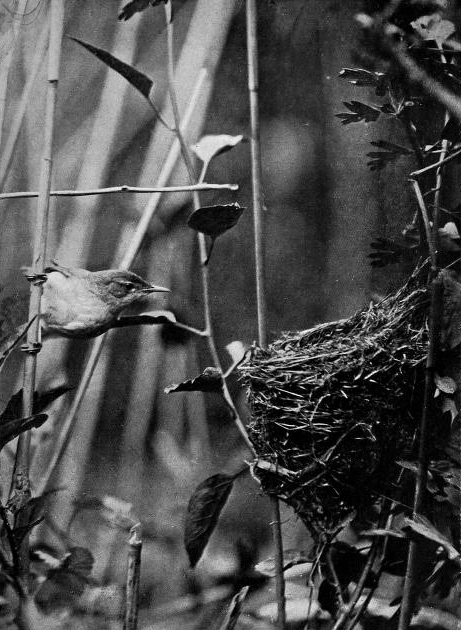
Un carricero común y su nido, fotografía extraída de Broadland Birds escrito por Turner.

Turner produjo cientos, si no miles, de fotografías en su vida, muchas de las cuales aparecieron en sus numerosas publicaciones. La mayoría de sus placas originales fueron donadas a la RSPB, o legadas a la BTO, pero salvo sus imágenes de avetoro, prácticamente todas parecían perdidas desde 1940 hasta 2020, cuando se encontraron cientos de placas y diapositivas en una caja de cartón en la sede de BTO. en Thetford.
Escribió ocho libros y también fue una importante colaboradora o editora de capítulos de al menos otras seis publicaciones de varios editores,  escribiendo ocho de los 48 relatos en The British Bird Book y ocho secciones de Country Life's Wildlife of the British Isles in Pictures. Desde al menos 1911 hasta 1915 estuvo trabajando en un relato de las aves de Norfolk, pero nunca se publicó, probablemente porque decidió no incluir registros de la propiedad de Whiteslea, y desde entonces no se ha encontrado ningún manuscrito.
Emma Turner escribió más de 30 artículos para British Birds, uno de los cuales fue una revisión de 1919 de la biología reproductiva del avetoro ilustrada con sus propias fotografías de nidos. Contribuyó con otras revistas, más frecuentemente con Transactions of the Norfolk and Norwich Naturalists 'Society.
Fue colaboradora habitual de Country Life, para la que escribió más de 60 artículos, y también contribuyó con frecuencia a otras publicaciones locales y nacionales, incluidos cuatro artículos en The Times sobre la vida silvestre de Norfolk. Sus fotografías se publicaron a menudo en The Photographic Journal de RPS, y en 1917 fue coautora de un artículo técnico sobre el proceso de semitono en la misma publicación.
Además de su escritura profesional, Emma Turner hacía diarios de bolsillo y personales. Estos, junto con recortes de prensa y fotografías, fueron donados a la BTO en 2011, aunque su letra es tan ilegible que requiere un análisis especializado.

### Libros

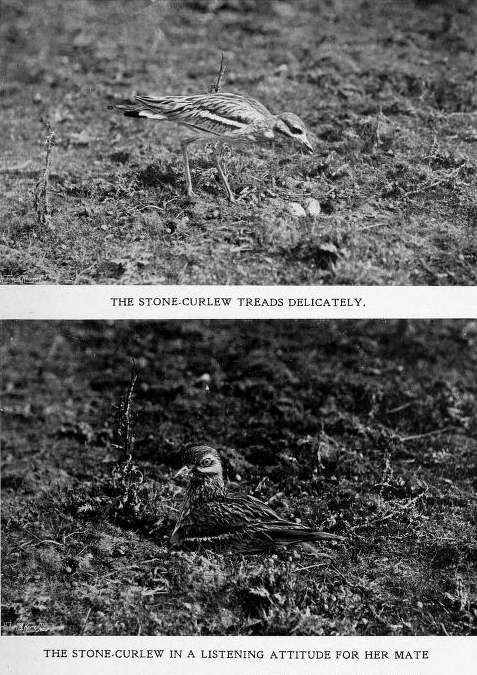
Alcaraván común (Burhinus oedicnemus) extraído de Broadland Birds

- Turner, Emma; Bahr, P H (1907).  H. F. & G. Witherby, ed. The Home Life of Some Marsh Birds. Londres.
- Turner, Emma (1924).  Country Life, ed. Broadland Birds. Londres.
- Turner, Emma; Gurney, Robert (1925).  C Arthur Pearson, ed. A Book about Birds. Londres.
- Turner, Emma (1928).  Country Life, ed. Birdwatching on Scolt Head. Londres.
- Turner, Emma (1929).  Country Life, ed. Stray Leaves from Nature's Notebook. Londres.
- Turner, Emma (1932).  J W Arrowsmith, ed. Togo, My Squirrel. Londres.
- Turner, Emma (1932).  J W Arrowsmith, ed. My Swans the Wylly-Wyllys. Londres.
- Turner, Emma (1935).  H.F. & G. Witherby, ed. Every Garden a Bird Sanctuary. Londres.